# Чаранамрита
Чаранамрита («нектар стоп») — в индуизме священная вода или смесь воды с пятью другими элементами, такими как гхи, мёд, йогурт, молоко и сахар (так называемая панчамрита), которой ритуально омыли статуи божеств или святых, или стопы гуру. Одна из разновидностей прасада, с благоговениям принимаемая индуистами.
Панчамрита используется во всех особенно торжественных обрядах омовения божеств и елеопомазания, называемых абхишека, которые проводятся в дни крупных индуистских праздников, а также в ходе церемонии установки новых божеств в индуистских храмах. 
В вайшнавской обрядовой практике, в чаранамриту также добавляют листья священного растения туласи. В индуистских храмах, омывание божеств часто является частью ежедневного ритуала (пуджи), после проведения которого чаранамрита распространяется среди верующих, которые пьют её и окропляют ей свои головы.  
В Индии, воду для чаранамриты часто берут из Ганги и других священных рек. Считается, что принятие чаранамриты очищает человека и способствует его духовному развитию, что принимающий чаранамриту получает милость божества или гуру.